# Pogonoscorpius sechellensis
Pogonoscorpius sechellensis is een straalvinnige vissensoort uit de familie van schorpioenvissen (Scorpaenidae). De wetenschappelijke naam van de soort is voor het eerst geldig gepubliceerd in 1908 door Charles Tate Regan. De soort werd aangetroffen in de Seychellen tijdens de Percy Sladen Trust Expedition naar de Indische Oceaan in 1905.